# 金水敏
金水 敏（きんすい さとし、1956年4月29日 - ）は、日本の日本語学者。放送大学大阪学習センター所長、大阪大学栄誉教授。日本学士院会員。

## 人物
大阪府大阪市出身、兵庫県西宮市在住。大阪府立北野高等学校時代はオーケストラ部の部長を務めた。1979年東京大学文学部卒、1982年同大学院人文科学研究科国文科博士課程中退、東京大学文学部助手、1983年神戸大学教養部講師、1987年大阪女子大学助教授、1990年神戸大学文学部助教授、1998年大阪大学文学部助教授、2001年同文学研究科教授。2022年3月定年退職、同年4月から、放送大学大阪学習センター所長。
2020年、日本学士院会員に選ばれたほか、日本語学会評議員、日本言語学会委員、言語処理学会理事、日本語文法学会副会長・評議委員、日本語用論学会評議員、日本学術会議会員などを歴任した。
古典語から現代語まで日本語の文法の幅広い分野を研究対象とし、近年は役割語の提唱と研究を行う。

## 栄典
- 1991年、日本認知科学会論文賞[4]、
- 1992年、豊田実賞[4]
- 2006年、新村出賞 - 第25回『日本語存在表現の歴史』で[4]。
- 2023年、文化功労者[5]

## 著書
- 『ヴァーチャル日本語　役割語の謎』岩波書店、2003
  - 文庫版、岩波現代文庫 学術466、2023[6]
- 『日本語存在表現の歴史』ひつじ書房、2006
- 『コレモ日本語アルカ?　異人のことばが生まれるとき』そうだったんだ!日本語　岩波書店、2014
  - 文庫版、岩波現代文庫 学術467、2023[7]

### 共編著
- 『日本語文法セルフ・マスターシリーズ4 指示詞』くろしお出版、1989
  - 木村英樹、田窪行則との共著。
- 『現代言語学入門4 意味と文脈』岩波書店、2000
  - 今仁生美との共著。
- 『日本語の文法2 時・否定と取り立て』岩波書店、2000
  - 工藤真由美、沼田善子との共著。
- 『岩波講座 言語の科学5 文法』岩波書店、2004
  - 郡司隆男、仁田義雄、益岡隆志との共著。
- 『シリーズ日本語史4 日本語史のインターフェース』岩波書店、2008
  - 乾善彦、渋谷勝己との共編著。
- 『シリーズ日本語史3 文法史』岩波書店、2011
  - 高山善行、衣畑智秀、岡崎友子との共著。
- 『ドラマと方言の新しい関係 『カーネーション』から『八重の桜』、そして『あまちゃん』へ』田中ゆかり,岡室美奈子共編 笠間書院 2014
- 『時代劇・歴史ドラマは台詞で決まる! :世界観を形づくる「ヴァーチャル時代語」』田中ゆかり,児玉竜一共編, 吉川邦夫, 大森洋平 協力・執筆. 笠間書院, 2018.1

### 編著
- 『役割語研究の地平』くろしお出版、2007
- 『役割語研究の展開』くろしお出版、2011
- 『〈役割語〉小辞典』研究社、2014